# Kim Bauer
Kimberly „Kim” Bauer a 24 című televíziós sorozat szereplője, Jack Bauer lánya. Elisha Cuthbert alakítja a sorozatban. Kim összesen négy évadban szerepel: az 1–3. és az 5. évadban.
Kim Bauer 1987-ben született Santa Monicában. Felhagyott a tanulással a Santa Monica High School-ban, de szerzett egy fokozatot programozás terén a Santa Monica College-ben. Ezután célja lett, hogy karriert fusson be a CTU-ban, Los Angelesben.

## Szereplései
|  | Alább a cselekmény részletei következnek! |

### Az 1. évadban
Kim Bauer Jack Bauer lánya. Kim az első részben bulizni indul barátnőjével, Janet Yorkkal. Két fiúval, Rick-kel és Dan-nal készülnek találkozni. A találkozás meg is történik. A buli után a fiúk felajánlják Kim-nek és Janet-nek, hogy hazaviszik. Azonban az autót vezető Dan nem a helyes irányba megy. Később világossá válik, hogy a két fiú a terroristák megbízottja, az a feladatuk, hogy elrabolják Kim-et. A két lány megpróbál megszökni, ám elfogják őket. Janet-et menekülés közben elüti egy autó, a fiúk otthagyják az út közepén. Később Janet kórházba kerül, ahol megölik. Kim-et a 2 fiú sikeresen elszállítja a terroristák táborába. Kim egyre jobban összemelegedik Rick-kel. Megpróbálnak együtt megszökni, ám a sikeres szökés küszöbén Kim meglátja az anyját, Teri Bauert, akit szintén elfogtak a terroristák. Kim természetesen nem hagyja ott anyját, így a szökés kudarcba fullad. Teri és Kim pár órát raboskodnak, ezután azonban Jack kalandosan kiszabadítja őket. Egy őrzött házba kerülnek, amit az évad közepe táján megtámad egy terrorista. Teri és Kim autóba ülnek, és menekülni kezdenek. Sikeresen lerázzák a terroristát, Teri azonban rossz helyen fékez le az autóval. Ezután Teri kiszáll, hogy megnézze, lerázták-e a terroristát. Ekkor az autó, benne Kim-mel, lecsúszik a hegyoldalon, és fölrobban. A fájdalomtól Teri elveszíti az emlékezetét. Kim azonban nem hal meg. Miután kiszáll a kocsiból, telefonál Rick-nek, majd elmegy hozzá. Rick barátnője féltékeny Kim-re. Rick házába megérkezik a terroristák egy másik megbízottja, aki a pénzét akarja Kim volt fogva tartójától, Ira Gaines-től, már meghalt. A pénzt drogárusoknak kellene adnia drogért cserébe. Az árusok jönnek is, ám pénz nincs. A terroristák másik megbízottja fegyvert fog a drogárusok főnökére. Itt meglepő dolog történik, az ajtón rendőrök rontanak be, és elfognak mindenkit. A drogárusok főnöke beépített ember volt, valójában ő is rendőr. Mindenkit bevisznek a rendőrségre, Kim-et is. A rendőr egy darabig nem hiszi el Kim történetét, azt gondolja, ő is a drogkereskedők közé való. Később azonban megbizonyosodik róla, hogy a történet igaz, és elindulnak a CTU-ba. A kocsit azonban megtámadják, a rendőrt lelövik, Kim-et újra elrabolják. Az utolsó előtti részben Kim megszökik, és végre bekerül a CTU-ba. Az évad utolsó részében meghal Kim anyja.

### A 2. évadban
Kim már 16 éves, egy családnál dolgozik, vigyáznia kell egy kislányra, Megan-ra. A dolgok bonyolódnak, amikor hazajön Megan agybeteg apja, és ordítozik a családdal. Kim és Megan anyja félti Megan-t az apától, ezért Kim megszökik Megan-nal. Megan apja üldözi őket. Megannak fáj a feje, mert az apja otthon az ágynak verte a fejét. Kim telefonon segítségül hívja barátját, Miguel-t. Együtt beviszik Megan-t a kórházba. A kórházban viszont megjelenik Megan apja. Kim és Miguel megszöktetik Megan-t, és elhajtanak Megan apja autójával Kim, apja, Jack Bauer már korábban figyelmeztette Kim-et, hogy Los Angeles-ben atombomba fog robbanni. Kim és Miguel tehát kifele tartanak a városból.A város szélén egy rendőr igazoltatja őket. A rendőr vért lát a kocsi csomagtartóján. Kinyitják, és megtalálják Megan anyja holttestét, akit Megan apja ölt meg. A rendőr természetesen azt hiszi, hogy Kim-ék ölték meg, és beviszik őket a rendőrségre. Ott Megan-t elviszi a nagynénje. Kim és Miguel megszökik, Kim elfut az erdőbe.  Ott találkozik egy fiatal erdésszel, aki elviszi őt a házába. Az erdész társaságra vágyik, ezért leviszi Kim-et az alsó szintre, ami szigetelt, megvéd a bombától. Azt hazudja Kim-nek, hogy nem működik a TV és a rádió, így Kim azt hiszi, hogy már fölrobbant a bomba. Később azonban rájön az igazságra, és elmegy. A következő részben apja telefonál neki, és közli vele, hogy ő repül a bombával a sivatag fölé, így ott robban a bomba, és nem lesznek áldozatok, tehát meg fog halni. Kim kétségbeesik, és sokáig azt is hiszi, hogy az apja tényleg meghalt (Jack cserélt George Masonnal). Kim bekéredzkedik egy boltba, a mosdót akarja használni. Azonban míg bent van, egy-a feleségével a hegyekbe menekülni akaró-ember betör a boltba, hogy ennivalót vigyen magával. Ez az ember igazából becsületes, de félti a feleségét, aki terhes. Elveszi Kim pisztolyát, és véletlenül lelövi a boltost. Jönnek a rendőrök, és Kim-et túszul ejti a betörő. Kim kiszabadul, a betörő megsebesül. Kim ezután megtudja, hogy apja mégsem halt meg. Visszamegy a házba, ahol eddig dolgozott, ott azonban találkozik az Megan őrült apjával. Kim ebből a helyzetből is szerencsésen kiszabadul, lelövi az apát.

### A 3. évadban
Kim-et új munkahelyen látjuk viszont, a CTU-ban elemzőként dolgozik. A CTU ebben az évadban egy halálos vírus elterjedése ellen dolgozik. Kim az egyik terepügynökkel, Chase Edmunds-sal jár. Az évad első harmada végén Kim leleplezi Gael Ortega ügynököt, aki a terroristáknak segít. Gael túszul ejti, Kim-et, aki csak nagy nehézségek árán szabadul ki. (később kiderül, hogy Gael csak cselből segített a terroristáknak.) Kim nehéz pillanatokat él át, amikor felbukkan anyja gyilkosa, Nina Myers, aki a terroristák oldalán áll. Az évad közepe táján Kim megtudja, hogy  Chase barátjának van egy lánya. Megharagszik Chase-re, ám az évad végén kibékülni, és úgy döntenek, kilépnek a CTU-ból, és együtt új életet kezdenek.

### Az 5. évadban
Kim ebben az évadban csak az évad közepe táján bukkan föl. Pszichológussal kezelteti magát, mert nem tudja kiheverni azt a fájdalmat, amit Chase Edmunds okozott neki, amikor elhagyta őt. Kim és pszichológusa, Barry Landes a CTU-ban vannak, amikor egy terrorista ideggázt ereszt ki ott. Miután a helyzet megoldódik, Kim és Barry elmennek.
|  | Itt a vége a cselekmény részletezésének! |